# Кучай
Кучай — горный массив в Восточной Сербии. Относится к Восточно-Сербским горам — низкогорным отрогам Карпатских гор. Массив сложен карстующимися породами, представлены пещеры. Высшая точка массива — гора Велика-Треста, высотой 1284 м. Кучай служит водоразделом рек Морава и Тимок. Территория Кучая объявлена национальным парком.